# Mescinia
Mescinia is een geslacht van vlinders van de familie snuitmotten (Pyralidae), uit de onderfamilie Phycitinae.

## Soorten
- M. bacerella Dyar, 1919
- M. berosa Dyar, 1914
- M. commatella Zeller, 1881
- M. discella Hampson, 1901
- M. estrella Barnes & McDunnough, 1913
- M. indecora Dyar, 1920
- M. moorei Heinrich, 1956
- M. neoparvula Neunzig & Dow, 1993
- M. olivescalis Hampson, 1903
- M. pandessa Dyar, 1919
- M. parvula Zeller, 1881
- M. peruella Schaus, 1927
- M. triloses Dyar, 1914